# Rivamonte Agordino
Rivamonte Agordino település Olaszországban, Veneto régióban, Belluno megyében. Lakosainak száma 622 fő (2023. január 1.). Rivamonte Agordino Gosaldo, La Valle Agordina, Sedico, Voltago Agordino, Agordo és Sospirolo községekkel határos.

## Népesség
A település lakossága az elmúlt években az alábbi módon változott:
| Lakosok száma | 631  | 636  | 622  |
|               | 2017 | 2018 | 2023 |